# Брошка (фільм)
«Брошка» — радянський художній фільм (телеспектакль-новела) 1988 року за мотивами однойменної новели Вільяма Фолкнера (переклад Тетяни Іванової) і фрагментами книги Бориса Грибанова «Фолкнер». Телеверсія з циклу «Літературний театр», поставлена режисером Юрієм Кротенком. У фільмі використані малюнки Вільяма Фолкнера.
Новела «Брошка» написана Вільямом Фолкнером на початку 1930-х років і опублікована вперше тільки через п'ять років після написання. Вважається нетиповою для творчості автора. Перша телевізійна постановка здійснена в США на початку 1950-х років, автором сценарію став сам Фолкнер.

## Сюжет
Фільм-телеспектакль починається з телефонного дзвінка, що пролунав 10 листопада 1950 року, в якому шведський журналіст повідомляв про присвоєння Нобелівської премії. Вся дія відбувається в будинку матері Говарда Бойта, місіс Бойт. Еммі — дочка провідника на залізниці, який загинув під час катастрофи, — дівчина жива і відчайдушна, яка бажає вирватися з маленького південного містечка, і Говард, єдина дитина вдови комівояжера, прикутої до ліжка місіс Бойт, намагаються будувати свої відносини. Говард пропонує Еммі одружитися, але Еммі віддає перевагу розвагам до ранку і безліччі шанувальникам, а також вона боїться матері Говарда, їй здається, що та її ненавидить. Одного разу, виїхавши в сусідній містечко, вони одружилися… І тоді місіс Бойт подарувала Еммі брошку, стару, грубої роботи, але дорогу. Еммі не любила цю брошку, але надягала, тільки б мати Говарда бачила, що вона її носить. Через рік народилася дитина, а ще через рік він помер. Еммі продовжує «танці до ранку», а Говард намагається все приховати від матері…

## У ролях
- Леонід Губанов —  Фолкнер
- Аристарх Ліванов —  Говард Бойт
- Людмила Дребньова —  Еммі
- Олена Козелькова —  місіс Бойт
- Ірина Кулевська — Марта Росс

## Знімальна група
- Режисер-постановник —  Юрій Кротенко
- Автор сценарію — В. Неклюдова
- Художник — Ольга Гончаренко
- Оператор — Володимир Кобичев
- Консультант — доктор філологічних наук Олексій Звєрєв